# Josep Manuel López Martínez
Josep Manuel López Martínez (ur. 24 kwietnia 1980 w Barcelonie) – hiszpański szachista, arcymistrz od 2007 roku.

## Kariera szachowa
Kilkakrotnie reprezentował Hiszpanię w mistrzostwach świata i Europy juniorów, najlepszy wynik uzyskując w 1999 r. w Patras, gdzie w ME do lat 20 podzielił V-XI m.. W latach 1999 i 2000 zwyciężył w mistrzostwach kraju juniorów w tej samej kategorii wiekowej, natomiast w 2005 i 2007 w indywidualnych mistrzostw Hiszpanii dwukrotnie zajął II miejsca (po porażkach  z Miguelem Illescasem Cordobą w finałach rozegranych systemem pucharowym), zdobywając srebrne medale. W 2001 i 2005 r. reprezentował swój kraj w turniejach o drużynowe mistrzostwo Europy.
Sukcesy na arenie międzynarodowej:
- 2001 – Belgrad (III m. za Humpy Koneru i Mihajlo Stojanoviciem),
- 2002 – Belgrad (dz. II m. za Bosko Abramoviciem, wspólnie z m.in. Thalem Abergelem),
- 2004 – Santa Clara (dz. III m. za Frankiem De la Pazem Perdomo i Jesusem Nogueirasem, wspólnie z Neurisem Delgado Ramirezem),
- 2005 – Barcelona (I m.), Badalona (dz. I m. wspólnie z Wiktorem Moskalenko),
- 2006 – Salou (dz. I m. wspólnie z Azerem Mirzojewem, Hichamem Hamdouchim i Kevinem Spraggettem), Varbera del Valles (dz. III m. za Marcem Narciso Dublanem i Henrikem Teske), Badalona (dz. I m. wspólnie z Jaime Cuartasem), Ayamonte (dz. I m. wspólnie z Lazaro Bruzonem), dz. II m. w Barcelonie (za Marcem Narciso Dublanem, wspólnie z Zvulonem Gofshteinem, Jose Gonzalezem Garcią i Slavko Cicakiem),
- 2007 – Sewilla (dz. II m. za Danielem Camporą, wspólnie z Davorem Komljenoviciem, Mohamedem Tissirem i Kevinem Spraggettem),
- 2008 – Girona (I m.), Sewilla (dz. II m. za Karenem Movsziszianem, wspólnie z Azerem Mirzojewem, Kevinem Spraggettem, Władimirem Jepiszynem, Draganem Paunoviciem i Olegiem Korniejewem).

Najwyższy ranking w dotychczasowej karierze osiągnął 1 stycznia 2010 r., z wynikiem 2593 punktów zajmował wówczas 4. miejsce wśród hiszpańskich szachistów.